# 놀렌도르프 광장

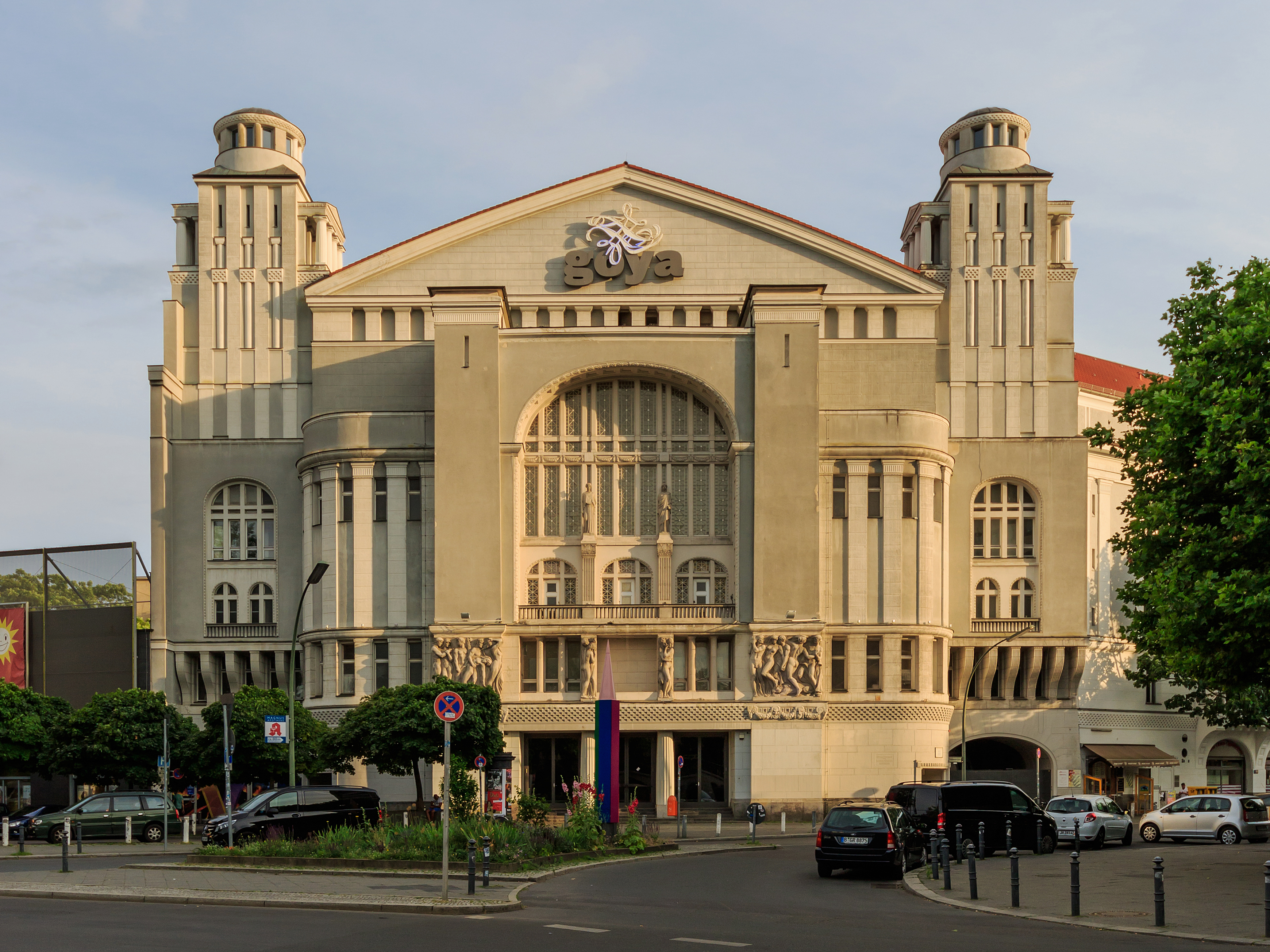
놀렌도르프 광장

놀렌도르프 광장(Nollendorfplatz)은 독일 베를린 쇠네베레크 지역에 위치한 광장이다. 동성애자들이 많이 찾는 지역으로 잘 알려져 있다.